# Tobias Lützenkirchen

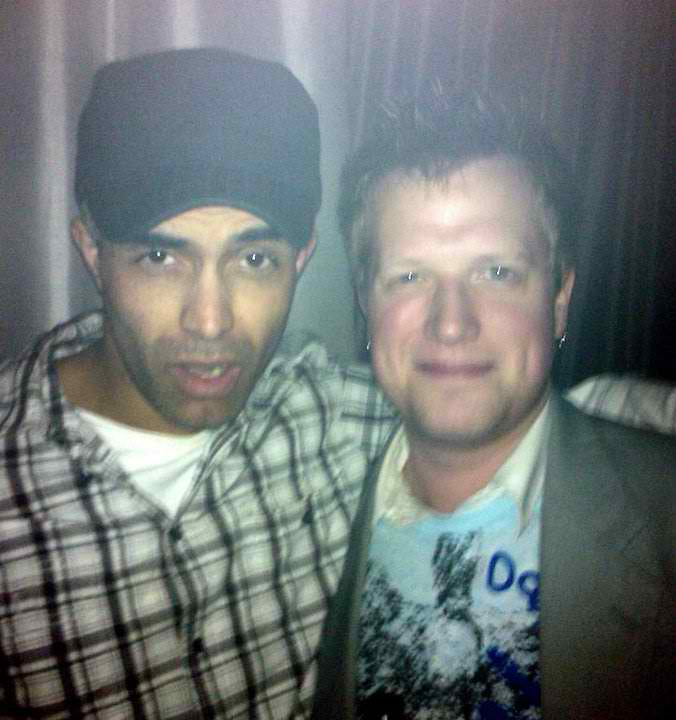
Lützenkirchen (à esquerda) e o produtor de EDM, Benjamin Blade (também conhecido como Fox Paws) no Club Bleu em Detroit, Michigan, em 2011

Tobias Lützenkirchen (Munique) é um músico alemão.

## Biografia
Tobias Lützenkirchen se auto-denomina como um engenheiro ou programador de som, porque ele não gosta da palavra "produtor", já que para ele este termo engloba diferentes faces tento dentro como fora do estúdio. Durante vários anos ele colaborou com diferentes artistas (como Ramon Zenker de Hardfloor) conseguindo vários êxitos em diferentes países, até que ele dicidiu publicar seu próprio material.
Nascido em Munique Tobias não era um novato no estúdio que ele frequêntava desde os principios dos anos 90, quando foi vocalista de vários grupos de música eletrônica. Foi em 1999 quando começou a se centrar em produzir músicas eletrônicas, tendo um nível superior como produtor suas habilidades trouxeram oportunidades para demonstrar seu set e seus habilidades dentro e fora da Alemanha.
Suas produções tem aparecido em selos como Great Stuff, Mutekki, Blu-Fin, Basique Groove, Selected Works o Tiger. Além disso ele possui dois selos: Platform B e Tabula Raza. Por último, como remixador ele tem trabalhado em produções de artistas famosos como Coburn, John Digweed, Yello o Maet Katie.